# Скафетта, Никола
Никола Скафетта (итал. Nicola Scafetta, род. 1 октября 1975, Гаэта, Лацио) — научный сотрудник Неаполитанского университета. Ранее он работал в лаборатории ACRIM и был ассистентом доцента физического факультета Университета Дьюка. Сфера научных интересов — теоретическая и прикладная статистика и нелинейные модели сложных процессов. Он публиковал рецензированные статьи в журналах, охватывающие различные дисциплины, включая астрономию, биологию, климатологию, экономику, медицину, физику и социологию.

## Ранние годы и образование
Скафетта родился в Италии. Он получил степень лауреата по физике в Университете Пизы в 1997 году и докторскую степень по физике в Университете Северного Техаса в 2001 году. Его докторская диссертация — «Энтропийный подход к анализу временных рядов».

## Карьера
Скафетта был научным сотрудником кафедры электротехники и вычислительной техники Университета Дьюка с 2002 по 2003 год, а затем научным сотрудником физического факультета с 2003 по 2009 год. Он был приглашённым преподавателем в Университете Илона и Университете Северной Каролины. Скафетта был научным сотрудником группы лабораторий ACRIM и адъюнктом-доцентом физического факультета Университета Дьюка в течение нескольких лет после 2010 года. В настоящее время он работает в Неаполитанском университете в Неаполе, Италия.
Он является членом Американского физического общества, Американского геофизического союза и Американской ассоциации преподавателей физики.

### ACRIM
Скафетта утверждает, что измерения общего солнечного облучения (TSI), собранные спутниками с 1978 года, являются несовершенными, поскольку катастрофа «Челленджера» воспрепятствовала своевременному запуску спутника ACRIM 2, над которым он работал, чтобы заменить ACRIM 1. Это приводит к двухлетнему разрыву данных во временных рядах ACRIM, который учёные совмещают с перекрытием данных нескольких других спутников. Они пришли к выводу, что нагревание от Солнца не увеличивалось между 1980 и 2002 годами и существенно не способствовало глобальному потеплению поверхности в этот период. Некоторые исследователи ACRIM, включая главного исследователя Ричарда Уилсона (Колумбия) и Скафетту, не соглашаются и аргументируют значительную тенденцию роста средней солнечной яркости в течение двухлетнего разрыва данных во временных рядах ACRIM. Студенческие газеты Университета Дьюка сообщают, что толкование анализом Ричарда Уилсона «Скафетта и Вест» заключается в том, что «солнце могло минимально способствовать примерно 10-30% глобального потепления поверхности 1980—2002 годов»

### Научный вклад
Скафетта разработал «Анализ диффузийной энтропии», метод статистического анализа, который различает шумы Леви Уолка и дробное броуновское движение в сложных системах. Он использовал этот метод в анализе беременности подростков в 2002 году.

## Взгляды на климатические изменения
Скафетта утверждал: «Минимум 60% потепления Земли, наблюдаемого с 1970 года, вызвано природными циклами, которые есть в Солнечной системе». По словам Скафетты, единственным разумным объяснением является то, что климатическая система модулируется астрономическими колебаниями. Природные циклы, известные с уверенностью, — это солнечные циклы 11 (Швабе) и 22-годичный (Хейла), циклы планет и лунно-солнечные узловые циклы. Юпитер имеет орбитальный период 11,9 лет, тогда как Сатурн — 29,4 лет. Эти периоды предусматривают ещё три больших цикла, связанных с Юпитером и Сатурном: около 10 лет, противостояние двух планет; около 20 лет, их синодический цикл; и около 60 лет, повторение объединённых орбит двух планет. Основные лунные циклы составляют примерно 18,6 и 8,85 лет. Климатическая модель Скафетты базируется главным образом на нумерологическом сравнении периодических изменений глобальной температуры поверхности и периодического движения Солнца вокруг барицентра Солнечной системы, вызванного вращающимися планетами Юпитер, Сатурн, Уран и Нептун. Также обсуждается периодическая модуляция орбитальных параметров Луны этими планетами и дальнейшая модуляция лунных приливов. По словам Скафетты, который не даёт никакого физического объяснения этому процессу, «внешнее форсирование небесного происхождения просто управляет регулировкой естественных ритмов, пуская их собственную энергию с такой же частотой форсирования. Оно просто передаёт климатической системе информацию о том, как она должна колебаться, а не всю энергию, чтобы она колебалась. Эффект периодического внешнего возмущения, даже если он слаб, может стать макроскопическим, и все компоненты системы постепенно синхронизируются с ним».
В 2009 году Скафетта подвергся критике за неразглашение компьютерного кода, необходимого для воспроизведения его исследований. Скафетта ответил, сказав, что соответствующий код передан научному журналу и что если «журнал не спешит его опубликовать, это не наша вина».
В статье, опубликованной в журнале «The Open Atmospheric Science Journal» в 2011 году, эколог Крейг Лоле из Национального совета по вопросам улучшения воздуха и Скафетта прогнозируют, что мировой климат «может оставаться приблизительно стабильным до 2030—2040 годов. И может быть не более тёплым как на 0,5-1,0 °C до 2100 года по прогнозируемым показателям антропогенного потепления 0,66 ° C / в столетие».

## Избранные публикации
- Nicola Scafetta, Patti Hamilton and Paolo Grigolini, "The thermodynamics of social process: the teen birth phenomenon, « Fractals, 9, 193—208 (2001).
- Nicola Scafetta, Sergio Picozzi and Bruce J. West, „An out-of-equilibrium model of the distributions of wealth“ Quantitative Finance 4, 353—364 (2004).»
- Nicola Scafetta and Bruce J. West, «Multiresolution diffusion entropy analysis of time series: an application to births to teenagers in Texas» Chaos, Solitons & Fractals 20, 119 (2004).
- Nicola Scafetta, and Paolo Grigolini, "Scaling detection in time series: diffusion entropy analysis, « Phys. Rev. E 66, 036130 (2002).»
- Nicola Scafetta, Richard Moon, and Bruce J. West, "Fractal Response of Physiological Signals to Stress Conditions, Environmental Changes and Neurodegenerative Diseases, " Complexity 12, 12-17 (2007).
- Nicola Scafetta, and Bruce J. West, «Phenomenological reconstructions of the solar signature in the NH surface temperature records since 1600.» J. Geophys. Res., 112, D24S03, doi:10.1029/2007JD008437 (2007).
- N. Scafetta, "Empirical analysis of the solar contribution to global mean air surface temperature change, " Journal of Atmospheric and Solar-Terrestrial Physics 71, 1916—1923 (2009), doi:10.1016/j.jastp.2009.07.007.
- Nicola Scafetta and Richard Willson, «ACRIM-gap and Total Solar Irradiance (TSI) trend issue resolved using a surface magnetic flux TSI proxy model», Geophysical Research Letter 36, L05701, doi:10.1029/2008GL036307 (2009).
- Craig Loehle and Nicola Scafetta, "Climate Change Attribution Using Empirical Decomposition of Climatic Data, " The Open Atmospheric Science Journal, 2011 5, 74-86. Full text Архивировано 7 июня 2021 года. (Loehle & Scafetta Supplemental Info Архивировано 6 июня 2021 года.)